# Sevillai metró
A sevillai metró egyetlen vonalból álló metróüzem a spanyolországi Sevillában. A metróüzem normál nyomtávolságú, az áramellátás felsővezetékről történik. Összesen 22 állomása van, melyet 17 CAF Urbos 2 sorozatú szerelvény szolgál ki. A város délkeleti részét köti össze a belvárossal és az egykori világkiállításra épült negyedet. A hálózat közvetlen átszállást biztosít a Prado de San Sebastiánon található buszpályaudvarra. Spanyolország sorban hatodik városa, Madrid, Barcelona, Valencia, Bilbao és Palma de Mallorca után, ahol metróhálózat üzemel. A Sevillai metró az ötödik legforgalmasabb metróüzem Spanyolországban, 2017-ben 16 millió utas vette igénybe.

## Története

### Előzmények
A metró építése Sevillában 1974-ben kezdődött, három vonalból állt volna, amelyek csak Sevilla városát fedik le:
- Line 1: La Plata, Puerta Jerez, Plaza Nueva, Plaza del Duque, Alameda, Macarena, Pino Montano.
- Line 2: Santa Clara, Polígono San Pablo, Alhóndiga, Plaza del Duque, Marqués de Paradas, El Tardón, Rubén Darío.
- Line 3: Heliópolis, San Bernardo, Menéndez y Pelayo, Recaredo, Macarena, Cartuja.

Ezt a projektet politikai okokból 1983-ban törölték, és a központi kormány költségvetését az újonnan létrehozott Junta de Andalucía, valamint a Bilbaói metró  projektre utalták át, miután már elköltöttek 5 milliárd pesetát. A hivatalos okok a felfüggesztésre a történelmi épületek károsodásától való félelem és a gazdasági életképesség voltak.

### Napjainkban
1999-ben új metróprojektet indított a Sociedad del Metro de Sevilla, amelyet Sevilla volt polgármestere alapított. A tervek szerint 2006-ban készült volna el, de csak 2009. április 2-án kezdte meg működését.
Az új projekt egy hálózatot alkot, amely magában foglalja Sevillát és annak nagyvárosi területét (1 500 000 lakos), amely négy vonalból áll és mindegyike teljesen független a többi forgalmától. 2018-ban a kormánytisztviselők megállapodtak a metrórendszer következő vonalának megépítéséről, az építkezés 2022-ben kezdődik.

### Jövőbeli tervek
A város további három metróvonal építését tervezi.